# Løve
Løve – miasto w Danii, w regionie Zelandia, w gminie Kalundborg.